# Sträntemölla-Forsemölla
Sträntemölla-Forsemölla är ett naturreservat i Simrishamns kommun i Skåne län. Området ligger vid vägen mellan Östra Vemmerlöv och Rörum. Det är naturskyddat sedan 1976. 2013 utvidgades reservatet och blev 48 hektar stort. Området ingår i Natura 2000.
Reservatet består av skogs- och ängsmarker genombrutna av Rörums södra å. I ån finns uppdämda Forsemölla vattenfall som utnyttjats av kvarnarna Sträntemölla och Forsemölla. Sträntemölla kvarn är byggnadsminnesförklarad.

## Flora och fauna
Vid ån häckar forsärla och strömstare, och det finns flera sällsynta nattsländor. Hasselmus och fladdermusen barbastell finns också i området. 